# Laborer's Love
Laborer's Love (劳工之爱情S, Laogong zhi aiqingP) conosciuto anche con i titoli Romance of a Fruit Peddler o Romance of a Fruit Pedlar (掷果缘S, Zhi tuo yuanP)è un cortometraggio cinese del 1922, proiettato per la prima volta il 5 ottobre 1922 al Teatro Olimpico di Shanghai. Esso costituisce il primo film completo della storia del cinema cinese che è sopravvissuto fino ad oggi. Il film fu inoltre uno dei primi film prodotti dalla Mingxing Film Company e fu diretto dai due fratelli co-fondatori Zhang Shichuan e Zheng Zhenqiu.
Il film fu prodotto in originale con entrambe le didascalie in cinese ed inglese; chiara indicazione che in questo periodo storico, il cinema cinese non veniva fatto solo per i cinesi, ma anche per i numerosi occidentali residenti nella città di Shanghai.

## Trama
Un falegname disoccupato trova lavoro temporaneo come fruttivendolo ambulante. Egli incontra e si innamora della figlia di un medico, il quale si oppone al rapporto, a causa delle umili origini del giovane, ma dichiara di voler approvare la presenza di un pretendente che lo aiuterà a salvare la sua carriera da medico. Il falegname ristruttura la scala di un club di gioco d'azzardo al di fuori dello studio del medico in modo che crolli ogni volta che qualcuno cammina su di esso. Il numero dei pazienti aumenta gli affari del medico, che accetterà così il rapporto tra sua figlia e il fruttivendolo ambulante.